# All Night Long 5
All Night Long 5 (inny tytuł: All Night Long: Initial O) – japoński horror z 2003 roku w reżyserii Katsuyi Matsumury.

## Fabuła
Mężczyzna zaprasza młodą kobietę na kolację do swojego domu. Wskutek środka usypiającego dosypanego do jej kubka bohaterka osuwa się na podłogę. Po pewnym czasie budzi się w klatce, umiejscowionej w miejscu, które wygląda na piwnicę.